# Tiziana Panella
Tiziana Panella, all'anagrafe Emerenziana Panella (San Paolo Bel Sito, 24 aprile 1968), è una giornalista, autrice televisiva e conduttrice televisiva italiana.

## Biografia
Originaria di San Paolo Bel Sito, cresce a San Nicola la Strada. A 18 anni vince un premio letterario organizzato dal settimanale L'Espresso e successivamente inizia a collaborare con i quotidiani Il Giornale di Napoli e Il Mattino. Nel 1990 inizia a lavorare in televisione, conducendo i telegiornali di varie emittenti locali di Caserta. Nel 1992 torna alla carta stampata collaborando con Visto. L'anno seguente, dopo un reportage realizzato in Mozambico, pubblica, con Silvestro Montanaro, il suo primo libro Le parole della fame (1995). A partire dal 1994 è in Rai per contribuire alla realizzazione dei programmi come I fatti vostri, Indagine e Chi l'ha visto?.

### Carriera televisiva
Nel 2000 conduce per sei mesi Chi l'ha visto?, in sostituzione di Marcella De Palma, assieme a Fiore De Rienzo, Pino Rinaldi e Filomena Rorro. Nel 2001 lavora con Michele Santoro ne Il raggio verde, in onda su Rai 2, e nel successivo programma di Sciuscià. Dal settembre 2001 passa a LA7 con contratto da praticante, dove conduce il telegiornale per tre anni. Nel febbraio 2003 diviene giornalista professionista. Nel 2004 vince con Alessandra Anzolini il 4º Festival Cinemambiente con un documentario sui rifiuti in Campania. Dal novembre del 2003 si occupa anche della trasmissione Orlando insieme a Susanna Schimperna, sempre su LA7. 
A settembre 2007 approda a Omnibus, un programma di LA7, come conduttrice del "Tema del giorno" nella versione Omnibus Weekend, in onda appunto il fine settimana. Da aprile 2008 conduce, nella fascia mattutina, il programma Le vite degli altri, 60 puntate di biografie di personaggi famosi (replicato anche nell'estate 2011). Da ottobre 2010 a marzo 2011 conduce anche il Magazine del TG LA7, Life. Dal 2011 conduce, ogni mattina dalle 09.40 alle 10.30 su LA7, il talk show Coffee Break, in origine insieme ad Enrico Vaime. A partire dalla stagione 2015-2016, e precisamente dal 26 ottobre, conduce Tagadà, nuovo contenitore pomeridiano su LA7.

### Carriera politica
È stata assessore alle Politiche e ai Beni Culturali, ai Grandi Eventi, al Marketing territoriale e all'Editoria nella giunta a guida PD della provincia di Caserta di Sandro De Franciscis, dal 2005 al 2008, anno in cui si è dimessa per motivi professionali.

### Vita privata
È stata sposata per circa 1 anno con un neurochirurgo, che aveva conosciuto dopo che lo stesso l'aveva operata in seguito ad un infortunio occorso mentre danzava.
Ha avuto una figlia di nome Lucia, nata nel 2003. Successivamente ha sposato il collega Pino Nazio, ma anche in questo caso la relazione si è interrotta. Nel 2024 dichiara di essersi allontanata dai suoi impegni professionali per assistere il suo compagno, Vittorio Emanuele Parsi, operato per una grave patologia cardiaca. I due si sono poi uniti in matrimonio.

## Procedimenti giudiziari
Nel luglio del 2008 viene iscritta nel registro degli indagati per falso ideologico assieme al suo compagno Anthony Acconcia, direttore generale della provincia di Caserta, nell’ambito dello scandalo sulle varianti al piano regolatore di Casagiove.

## Programmi televisivi
- Chi l'ha visto? (Rai 3, 1994-2000) inviata e conduttrice
- Chi l'ha visto? - L'indagine (Rai 3, 1995) inviata
- Il raggio verde (Rai 2, 2000-2001) inviata
- Sciuscià (Rai 2, 2000-2001) inviata
- TG LA7 (LA7, 2001-2004)
- Orlando (LA7, 2003)
- Omnibus Weekend (LA7, 2007-2008)
- Omnibus Life (LA7, 2008-2009)
- TG LA7 Life (LA7, 2010-2011)
- Coffee Break (LA7, 2011-2015)
- Tagadà (LA7, dal 2015)

## Opere
- Tiziana Panella e Silvestro Montanaro, Le parole della fame, Dalai Editore, 1995, ISBN 9788880890997.